# Joseph Marius von Babo

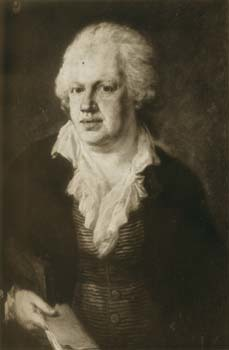
Joseph Marius von Babo, Ölgemälde von Johann Georg Edlinger

Joseph Marius Franz von Babo (* 14. Januar 1756 in Ehrenbreitstein; † 5. Februar 1822 in München) war ein deutscher Schriftsteller.

## Leben
Babo war der Sohn des kurtrierischen Hauptmannes Johann Carl Babo und dessen Ehefrau Maria Anna Sittmann. Nach seinem Schulbesuch studierte Babo in Koblenz am Jesuitenkolleg Ästhetik.
Nach seinem erfolgreichen Abschluss 1774 bekam er mit 18 Jahren eine Anstellung  als Geheimer Sekretär am Stadttheater in Mannheim. Von 1778 bis 1789 war er Intendant der kurfürstlichen Theatergesellschaft. 1781 ließ er sich in München nieder, wo er vom 13. März 1792 bis 11. September 1810 am Nationaltheater als Intendant tätig war.
1784 beschuldigte Babo in seiner Schrift Ueber Freymaurer den bayerischen Illuminatenorden um Adam Weishaupt, eine Verschwörung gegen den Staat begehen zu wollen, und gab damit einen der ersten Anlässe zum offiziellen Verbot und zur Selbstauflösung des Ordens sowie zur Verfolgung seiner Mitglieder.
1789 erhielt er eine Berufung zum Studiendirektor an die Münchener Militärakademie und hatte dieses Amt bis 1799 inne. 1792 berief man Babo zum Theaterkommissär und sieben Jahre später avancierte er zum kurfürstlichen Bücherzensurrat. 1807 wurde er zum ordentlichen Mitglied der Philologisch-philosophischen Klasse der Bayerischen Akademie der Wissenschaften gewählt.
Babo schrieb Ritterdramen in der Nachfolge des Götz von Berlichingen von Johann Wolfgang von Goethe. Seinen größten Erfolg feierte er mit dem Drama Otto von Wittelsbach.
Seine bildkräftigen und bühnenwirksamen Stücke erfuhren zahlreiche Aufführungen. Auch seine Lustspiele, die den Kontrast zwischen biederem Bürgersinn und charakterschwachem Adel thematisieren, erfreuten sich bei seinen Zeitgenossen großer Beliebtheit.
Josef Babo starb 1822 im Alter von 66 Jahren in München.

## Grabstätte

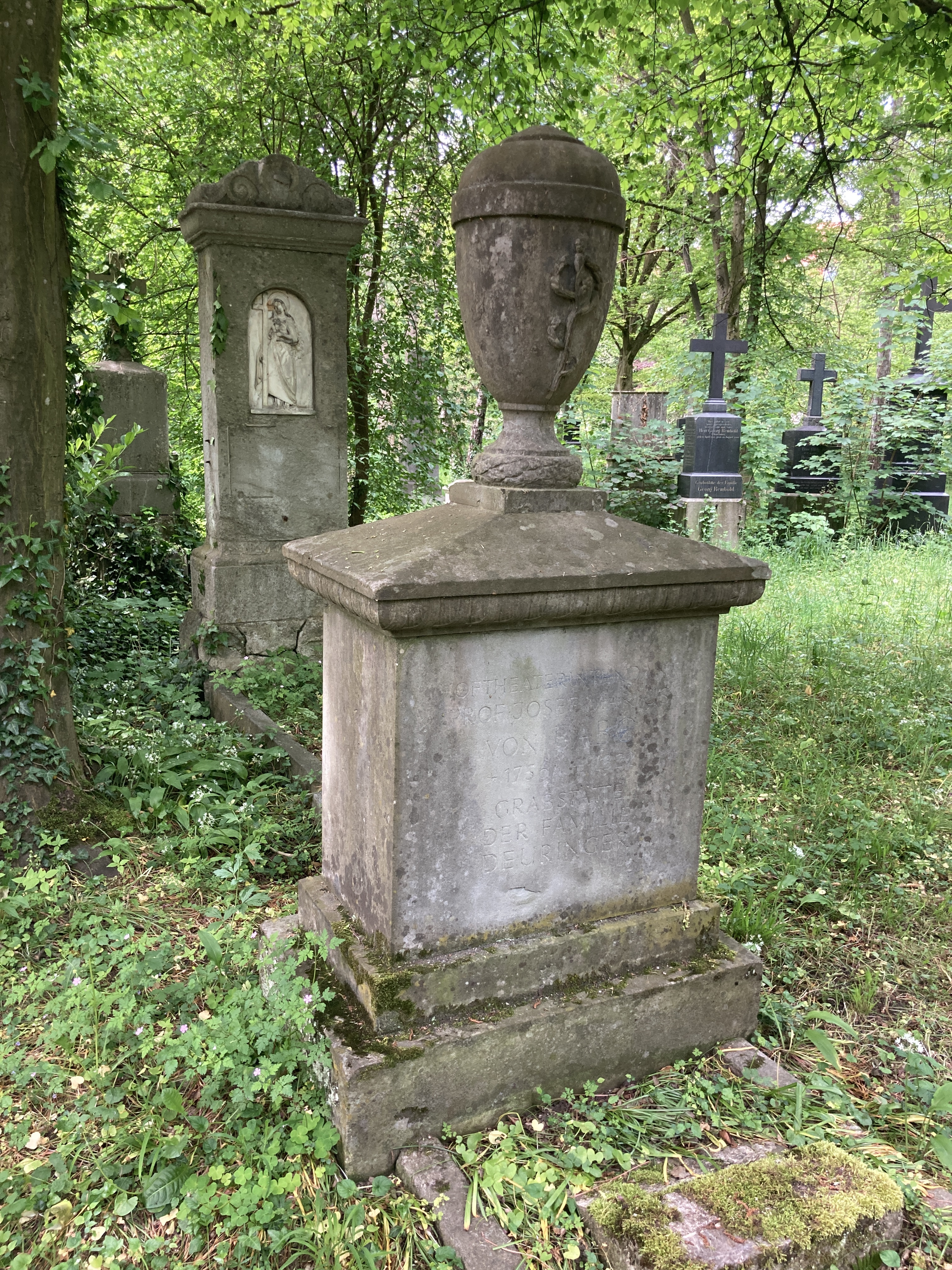
Grab von Josef Babo auf dem Alten Südlichen Friedhof in München

Die Grabstätte von Josef Babo befindet sich auf dem Alten Südlichen Friedhof in München (Gräberfeld 24 – Reihe 1 – Platz 4) Standort.

## Familie
Ein Cousin seines Vaters war der geadelte, kurpfälzische Hofbeamte Johann Lambert von Babo (1725–1799), der zeitweise den Betrieb des Mannheimer Theaters leitete. Laut Neuer Deutscher Biographie bezeichnete sich Joseph Marius von Babo selbst als dessen Vetter.

## Werke

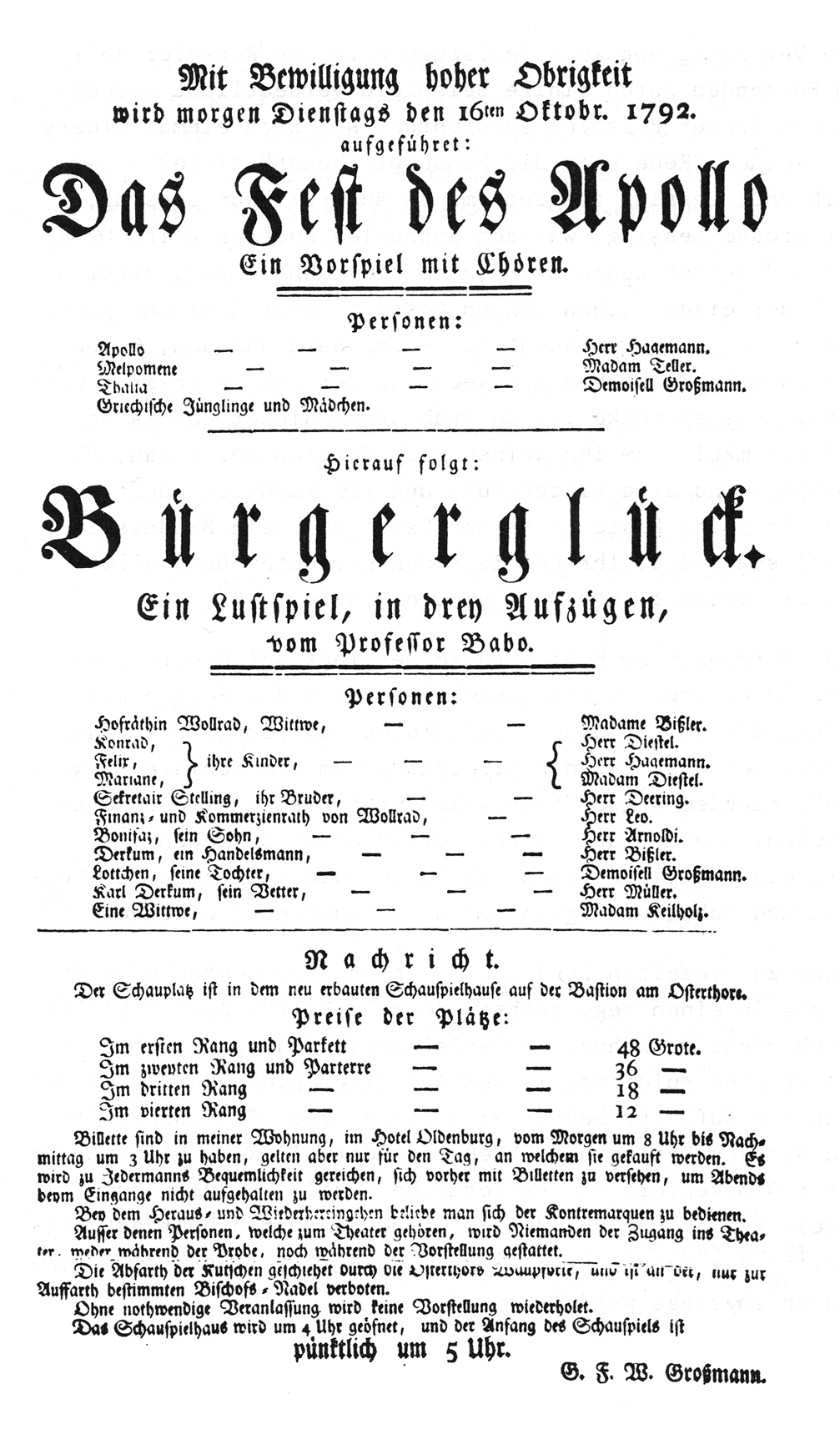
Theaterzettel zur Aufführung des Stücks Bürgerglück anlässlich der Einweihung des Bremer Stadttheaters 1792

- Arno. Ein militärisches Drama in zween Aufzügen. Frankfurt und Leipzig 1776. (Digitalisat), Wien 1777 (Digitalisat)
- Das Lustlager. Ein Schauspiel in einer Handlung. beym Logenmeister, Wien 1778 (mutmaßlicher Verfasser). (Digitalisat)
- Das Winterquartier in Amerika. Ein Schauspiel in einem Aufzug. beym Logenmeister, Wien 1778. (Digitalisat)
- Oda, oder die Frau von zween Männern : Ein Trauerspiel ; Aufgeführt auf den kurfürstl. Nationaltheater in München. München 1782 Bayerische Staatsbibliothek
- Dagobert der Franken König. Ein Trauerspiel in fünf Aufzügen. München 1792. (Digitalisat.)  Englische Ausgabe: Dagobert, King of the Franks, 1800
- Armida und Rinaldo. Ein nach Tasso frey bearbeitetes Melo-Drama in vier Aufzügen mit Chören und Tänzen untermischt. Wallishauser, Wien 1793. (Digitalisat)
- Die Römer in Teutschland. Ein dramatisches Heldengedicht in fünf Akten. Gegel, Frankenthal 1780. (Digitalisat)
- Otto von Wittelsbach. Ein Trauerspiel in fünf Akten. Hoffmann, Stuttgart 1869. (Digitalisat)
- Die Maler. Ein Lustspiel. Strobl, München 1783. (Digitalisat)
- Die Fräulein Wohlerzogen. Ein Lustspiel in drei Aufzügen. Ein Sittengemälde aus München. Strobl, München 1783. (Digitalisat)
- Ueber Freymaurer. Erste Warnung. Hartl, München 1784. (Digitalisat)
- Nöthige Beylage zur Schrift: Über die Freymaurer „erste Warnung“, 1783.
- Gemälde aus dem Leben der Menschen. Strobl, München 1784. (Digitalisat)
- Vollständiges Tagebuch der merkwürdigsten Begebenheiten und Revolutionen in Paris. 1789. (Aus dem Französischen) (Digitalisat)
- Die Strelitzen, 1790 Digitalisat (als Teil von Theatralische Sammlung 5 enthaltend Die Strelitzen : ein heroisches Schauspiel in vier Aufzügen nach einer wahren russischen Begebenheit / von J.M. Babo. Die Indianer in England : ein Lustspiel in drey Aufzügen / von August von Kotzebue & Alderson : ein Trauerspiel in fünf Aufzügen / von Joh. Christian Brandes)
- Bürgerglück. Lustspiel in dei Aufzügen. Wallishauser, Wien 1792 (Digitalisat), (Digitalisat)
- Anleitung zur Himmelskunde in leichtfaßlichen astronomischen Unterhaltungen, 1793 (Digitalisat)
- Schauspiele. Voß, Berlin 1793. (Digitalisat)
- Neue Schauspiele. Unger, Berlin 1804. (Digitalisat)
- Der Puls. Ein Lustspiel in zwey Aufzügen. 1805. (Digitalisat)
- Albrechts Rache für Agnes. Ein historisches Schauspiel in vier Aufzügen. Fortsetzung der Agnes Bernauer. Wallishausser, Wien 1808. (Digitalisat)